# Simon Filipaj
Simon Filipaj (ur. 1 maja 1925 w Donji Kleznie, zm. 2 września 1999) – jugosłowiański i czarnogórski duchowny katolicki oraz pisarz narodowości albańskiej, tłumacz Biblii i prałat honorowy Jego Świątobliwości.

## Życiorys
Pobierał naukę w szkole podstawowej w Selicie, następnie uczył się w Ulcinju. W 1939 roku rozpoczął naukę w seminarium w Barze, jednak po dwóch latach kontynuował ją w Szkodrze i skończył ją w 1945 roku. W latach 1946–1950 studiował teologię i filozofię na Uniwersytecie w Zagrzebiu, 29 czerwca 1950 roku przyjął święcenia kapłańskie. Pełnił posługę kapłańską jako proboszcz na terenie archidiecezji barskiej.
W latach 80. przetłumaczył Biblię na język albański, której egzemplarz osobiście przekazał papieżowi Janowi Pawłowi II w 1994 roku podczas jego podróży apostolskiej do Albanii.

## Upamiętnienia
W 2004 roku w Nowym Jorku powstała fundacja nazwana jego imieniem.
W celu upamiętnienia 15. rocznicy jego śmierci, 2 września 2014 roku odsłonięto w Sveti Đorđe pomnik na jego cześć. Jego imieniem nazwano jedną z ulic w Ulcinju.

## Odznaczenia i tytuły
3 listopada 1988 roku Stolica Apostolska nadała mu tytuł prałata, a 6 lipca 1992 roku papież Jan Paweł II uhonorował go tytułem prałata honorowego Jego Świątobliwości.
W 2004 roku został pośmiertnie odznaczony Orderem Naima Frashëriego przez prezydenta Albanii Alfreda Moisiu.

## Życie prywatne
Miał brata Dede Ndoca Filipaja.